# Dichetophora finlandica
Dichetophora finlandica – gatunek muchówki z rodziny smętkowatych.
Gatunek ten opisany został w 1964 roku przez J. Verbeke.
Muchówka o ciele długości od 4,5 do 6 mm. Wierzchołkowa część trzeciego członu jej czułków jest dłuższa i bardziej spiczasta niż u D. obliterata. Żółtawobrązowy tułów ma przyciemnione śródplecze, parę brązowych pasów po bokach, przebiegającą poniżej notopleurów oraz pozostałe części przykryte gęstym, białawym opyleniem. W chetotaksji tułowia charakterystyczna jest obecność tylko 1 pary szczecinek zaskrzydłowych. Skrzydła mają od 3,8 do 4,8 mm długości. Narządy rozrodcze samca charakteryzują smukłe na całej długości gonostyle i sierpowata apodema ejakulacyjna o wyraźnej listewce grzbietowej.
Owady dorosłe są aktywne od lipca do października. Spotyka się je na skrajach lasów, bagnach i pobrzeżach strumieni, gdzie przebywają wśród traw i ziołorośli. Larwy są prawdopodobnie drapieżnikami, wyspecjalizowanymi w ślimakach płucodysznych.
Owad znany z Wielkiej Brytanii, Francji, Belgii, Holandii, Norwegii, Szwecji, Finlandii, Danii, Niemiec, Szwajcarii, Austrii, Włoch, Polski, Czech, Słowacji, Słowenii, Estonii, Łotwy, Litwy i Rosji.